# Kurt Devooght
Kurt Devooght (Roeselare, 13 januari 1967) is een Vlaams econoom en priester, voormalig docent macro-economie, ethiek en duurzaamheid aan de KU Leuven campus Brussel (2005-2023) en auteur van diverse werken over uiteenlopende onderwerpen als economie, ethiek, maatschappelijk verantwoord ondernemen, duurzaam en verantwoord beleggen, filosofie, theologie en zelfs cricket.
Hij doctoreerde in de Economische Wetenschappen aan de KU Leuven met een proefschrift waarbij hij het concept verantwoordelijkheid in de economische theorie over het meten van inkomensongelijkheid introduceerde. Devooght studeerde ook Godgeleerdheid en Wijsbegeerte aan de KU Leuven. Hij was achtereenvolgens werkzaam als directeur-econoom van het Leo XIII-seminarie te Leuven, als wetenschappelijk onderzoeker aan de London School of Economics and Political Science en de Katholieke Universiteit Leuven Campus Kortrijk, en werkte als consultant voor het MVO adviesbureau Sustenuto. Hij vervulde ook een bijzondere lesopdracht aan de Koninklijke Militaire School te Brussel (2005).
Sinds september 2006 is hij lid van de Externe Adviesraad Verantwoord Beleggen van KBC Asset Management, en sinds 2016 van de Externe Adviesraad Duurzaamheid van KBC Group. Van 1 november 2012 tot 1 april 2015 was hij ook econoom van het bisdom Brugge. 

Hij is verder actief als adviseur roerend en onroerend patrimonium congregaties van het bisdom Brugge en als expert Church Management.
- Gemeinsame Normdatei: 171824989
- International Standard Name Identifier: 0000 0003 9712 7683
- Library of Congress Control Number: nr2002011152
- Nederlandse Thesaurus van Auteursnamen: 142077763
- Virtual International Authority File: 292226054
- WorldCat: E39PBJxmHdj7RB6pkMt9JVCxXd